# Sam Woolf
Sam Woolf (* 19. dubna 1996) je americký zpěvák a kytarista.

## Život
Narodil se ve městě West Bloomfield v Michiganu Mary a Scottu Woolfovým. Jeho strýcem je skladatel Randall Woolf. Od roku 2006 žil na Floridě. Veřejně poprvé vystupoval v talentové soutěži v šesté třídě, kdy hrál píseň „Hey Jude“. V létě roku 2013 absolvoval šestitýdenní program na Berklee College of Music. Roku 2014 se účastnil třinácté série pěvecké soutěže American Idol. Na konkurzu hrál píseň „Lego House“ od Eda Sheerana. Později zahrál například písně „It's Time“ od kapely Imagine Dragons či „Waiting on the World to Change“ od Johna Mayera. V prosinci 2014 vydal pětipísňové EP s názvem Pretend.